# Яйко-Илемске
Яйко-Илемске — горная вершина в массиве Горганы (Украинские Карпаты), в пределах Калушского района Ивано-Франковской области, юго-восточнее села Мысловка.

## Расположение
Расположена в Западных Горганах, на хребте, простирающемся от реки Свича до реки Молода, и включает ещё, кроме Яйко-Илемского, такие вершины: Большой и Малый Лысак, Поганец, Укерня, Сиван Лолинской, Молода, Яйко-Перегинское. Является второй вершиной по высоте в данной гряде.

## Общие данные
Высота 1680 м (по другим данным — 1685 м). Название гора получила за характерную форму, напоминающую яйцо. Северо-восточные склоны крутые, обрывистые; юго-восточные и северо-западные — пологие. Поверхность покрыта каменными россыпями — грехотамы. Верх горы открыт. Развивается современная нивация. Встречаются субальпийские кустарниковые пустоши. Ниже 1600 м — пояс горно-соснового криволесья, переходящий в еловый. Сохранились группировки сосны кедровой.

## Описание вершины
У вершины есть два четко выраженных отрога. Северо-западный отрог плавно опускается и переходит в полонину Долгое Поле. Юго-восточный отрог несколько стремительнее, на нем на расстоянии около 1,5 км от вершины расположен охотничий домик, есть источник. Северо-восточный склон круто обрывается в направлении водораздела потоков Правич и Мшана.
С вершины открывается прекрасная панорама — на севере виден весь хребет Аршица (с ближайшей его кульминацией Горган Илемский). Далее на восток виден острый пик Высокой и плоский Игровец, а также Сивулю. В юго-восточном направлении доминирует вершина Молода, от которой тянется к Яйка-Илемского хребет с вершинами Поганец, Укерня, Сиван Лолинской. Слева от Молода заметна Грофа. В южном направлении видно Негровец, а на запад — множество низших лесистых хребтов в долине реки Свича, среди которых выделяется Менчил.
- На юго-восточном склоне расположен Яйкивский заказник.